# Montserrat Vendrell i Rius
Montserrat Vendrell (Barcelona, 1964) Sòcia fundadora d'Aliath Bioventures des del 2023 i sòcia d'Alta Life Sciences des del 2016. Alta Life Sciences és un fons de capital risc en el sector de les ciències de la vida. Aliath Bioventures és el segon fons de venture que invertirà en companyies del sector salut (desprès d'Alta Life Sciences Spain I). Prèviament ha estat directora de Biocat, el Parc Científic de Barcelona i el BIST (Barcelona Institute of Science and Technology). Va començar la seva carrera com a investigadora tant a Barcelona (CSIC) com als EUA (Roche Institute of Molecular Biology). President del Consell Social de la UPF des del 2018 i vicepresident de la Fundació Pasqual Maragall (des de 2016). Doctorada en biologia per la Universitat de Barcelona l'any 1991, ha tingut un llarg recorregut en el món de les ciències i la biologia.

## Estudis i recerca biomèdica
Montserrat Vendrell va estudiar Biologia a la Universitat de Barcelona l'any 1991. La seva formació va seguir cursant el màster de ciències de la comunicación a la Universitat Pompeu Fabra l'any 1997. Poc després va iniciar el grau d'executiu en Direcció General a través de la IESE Bussines School l'any 2007.
Posteriorment, va dur a terme diverses experiències d'investigació a escala internacional. Actualment, és considerada una investigadora amb molta experiència, cosa que l'ha portat a estar al capdavant del Parc Científic de Barcelona, de Biocat i del BIST. La seva experiencia internacional ha estat molt àmplia. Per exemplificar, entre 1992 i 1995 va estar a l'Institut Roche de Biología Molecular a Nova Jersey. Pel que fa a l'àmbit nacional ha estat a l'Institut de Biologia Molecular de Barcelona en diferents períodes, entre 1991 i 1995 el primer i, posteriorment, anys més tard entre 1995 i 1997.
Durant més de 10 anys ha estat al capdavant de diferents projectes de recerca.

## Direcció del Parc Científic de Barcelona (PCB)
Després de la seva experiencia internacional i estudis prèvis se li va atorgar la direcció del Parc Científic de Barcelona, concretament l'any 1997. La direcció del parc va tenir un període de 8 anys, del 1997 al 2005. Posteriorment, va passar a ser directora adjunta, càrrec que va assumir fins a l'any 2007. La direcció del Parc Científic de Barcelona li va aportar coneixements i habilitats en temes de gestió, organització en temes tecnològics i científics.

## Etapa Biocat
L'any 2007 va passar a formar part de Biocat fins al 2015. Aquesta organització promou la coordinació entre tecnologia i biomedicina està situada al mateix Parc Científic de Barcelona. Aquesta organització té diferents col·laboradors i està formada per, aproximadament, 512 empreses, 56 parcs científics i 11 instituts de recerca i tencologia. Montserrat Vendrell i els altres col·laboradors intenten promoure una cultura innovadora en el camp de la biomedicina.
Montserrat Vendrell, en diferents entrevistes als mitjans de comunicació, ha deixat molt clar el rol que va desenvolupar a Biocat i quins són els seus punts més forts i, també, els febles.
El 2014 fou nomenada directora del Consell Europeu de Bioregions (CEBRE).